# Lavault-de-Frétoy
Lavault-de-Frétoy è un comune francese di 72 abitanti situato nel dipartimento della Nièvre nella regione della Borgogna-Franca Contea.

## Società

### Evoluzione demografica
Abitanti censiti